# Grand Prix Pescary 1957
Grand Prix Pescary 1957 (oficiálně XXV Circuito di Pescara) se jela na okruhu Pescara Circuit v Pescare v Itálii dne 18. srpna 1957. Závod byl sedmým v pořadí v sezóně 1957 šampionátu Formule 1.

## Závod
| Poř.   | No. | Jezdec             | Konstruktér   | Počet kol | Čas/Odstoupení | Pořadí na startu | Body |
| ------ | --- | ------------------ | ------------- | --------- | -------------- | ---------------- | ---- |
| 1      | 26  | Stirling Moss      | Vanwall       | 18        | 2:59:22.7      | 2                | 9    |
| 2      | 2   | Juan Manuel Fangio | Maserati      | 18        | +3:13.9        | 1                | 6    |
| 3      | 6   | Harry Schell       | Maserati      | 18        | +6:46.8        | 5                | 4    |
| 4      | 14  | Masten Gregory     | Maserati      | 18        | +8:16.5        | 7                | 3    |
| 5      | 30  | Stuart Lewis-Evans | Vanwall       | 17        | +1 kolo        | 8                | 2    |
| 6      | 8   | Giorgio Scarlatti  | Maserati      | 17        | +1 kolo        | 10               |      |
| 7      | 24  | Jack Brabham       | Cooper-Climax | 15        | +3 kola        | 16               |      |
| Ret    | 34  | Luigi Musso        | Ferrari       | 9         | Únik oleje     | 3                |      |
| Ret    | 10  | Paco Godia         | Maserati      | 9         | Motor          | 12               |      |
| Ret    | 20  | Bruce Halford      | Maserati      | 9         | Řazení         | 14               |      |
| Ret    | 16  | Jo Bonnier         | Maserati      | 7         | Přehřátí       | 9                |      |
| Ret    | 4   | Jean Behra         | Maserati      | 3         | Únik oleje     | 4                |      |
| Ret    | 22  | Roy Salvadori      | Cooper-Climax | 3         | Nehoda         | 15               |      |
| Ret    | 28  | Tony Brooks        | Vanwall       | 1         | Motor          | 6                |      |
| Ret    | 18  | Horace Gould       | Maserati      | 0         | Nehoda         | 11               |      |
| Ret    | 12  | Luigi Piotti       | Maserati      | 0         | Motor          | 13               |      |
| Zdroj: |     |                    |               |           |                |                  |      |

Poznámky
1. ↑  Stirling Moss získal jeden bod za zajetí nejrychlejšího kola.

## Průběžné pořadí po závodě
Pohár jezdců
|        | Pořadí | Jezdec             | Body |
| ------ | ------ | ------------------ | ---- |
|        | 1      | Juan Manuel Fangio | 40   |
| 4      | 2      | Stirling Moss      | 17   |
| 1      | 3      | Luigi Musso        | 16   |
| 1      | 4      | Mike Hawthorn      | 13   |
| 1      | 5      | Tony Brooks        | 10   |
| Zdroj: |        |                    |      |